# Хумбан-Халташ I
Хумбан-Халташ I — царь Элама, правил приблизительно в 688 — 681 годах до н. э. По-видимому, двоюродный брат Хумбан-нимены. Эламские свидетельства о нём не сохранились. Очевидно, он мирно правил до самой своей смерти. О его кончине Вавилонская хроника сообщает: «23 ташриту (приблизительно середина октября 681 года до н. э.) на Хумпанхалташа, царя Элама, в ранний послеобеденный час внезапно напал недуг. Он умер ещё в тот же вечер при заходе Солнца».
| Новоэламская династия         |                                   |                            |
| Предшественник: Хумбан-нимена | царь Элама ок. 688 — 681 до н. э. | Преемник: Хумбан-Халташ II |